# Onłyk
Onłyk – srebrna moneta turecka, o wartości 30 akcze, bita XVI–XVIII w.